# Bouvardia borhidiana
Bouvardia borhidiana là một loài thực vật có hoa trong họ Thiến thảo. Loài này được Lozada-Pérez mô tả khoa học đầu tiên năm 2008.